# Игуманија Доротеја (Бојковић)
Доротеја (световно Миланка Бојковић; Велико Орашје, 15. јануар 1923 — Манастир Миљково, 25. децембар 2007) била је монахиња Српске православне цркве и схи-игуманија Манастира Миљково.

## Биографија
Схи-игуманија Доротеја (Бојковић) рођена је 15. јануара 1923. године у Великом Орашју, од оца Видоја, касније свештеника и једно време пароха црквеначког и мајке Обреније, пред крај живота монахиње Евдокије. На крштењу је добила име Миланка. Основну школу завршила је у родном селу, а затим женску домаћичку и нижу пољопривредну.
У току Другог светског рата 1942. године одлази у Манастир Јовање код Овчар Бање, као искушеница код игуманије Екатерине (Станковић), где проводи девет година. Из Јовања, прелази у Манастир Сретење на Овчару, код игуманије Ане (Аџић). Замонашена је у манастиру Сретење, 8. априла 1950. године од стране игумана жичкога Васијана (Мишића), добивши монашко име Доротеја.
Након пријема у клир Епархије браничевске, по одлуци епископа браничевскога господина Хризостома (Војиновића), од 20. октобра 1952. године поверена јој је дужност најпре привремене а онда и сталне настојатељице Манастира Миљково код Свилајнца. Примопредају је извршио 30. октобра 1952. године смењени старешина, игуман Никанор (Пујић). Том приликом, са новом старешином, монахињом Доротејом, дошле су и четири сестре монахиња Пелагија и искушенице.
Дана 4. децембра 1963. године мати Доротеја произведена је у чин игуманије у Манастиру Миљкову, од стране епископа браничевскога господина Хризостома. Сестре на челу са мати Доротејом, показале су велику љубав и пожртвованост урадивши нов живопис у цркви и подигавши нов конак, започет 1961. године, који је освештан 1968. Садашњи иконостас и живопис је 1967. године урадио монах Наум (Андрић).
За време управе мати Доротеје саграђен је још један лепши и новији конак у коме се налази и зимска капела посвећена светом Максиму Исповеднику. Мало је манастира у Србији који имају овако леп и удобан конак који је генерално довршен 2000. године. Наравно не смемо заборавити ни прекрасно уређену манастирску порту којој би могле да позавиде и најуређенији паркови у Србији. Мати Доротеја се поклонила гробу Господњем и обишла света места у Светој земљи о Васкрсу 1997. године.
С њеним благословом, 2001. године све књиге које је манастир поседовао сређене су у солидну манастирску библиотеку која поседује и њену задужбинску збирку књига. На дан светог Максима Исповедника, 3. фебруара 2005. године примила је велику схиму од стране епископа браничевског господина Игнатија (Мидића). Тако је постала једна од малобројних великосхимница наше Епархије браничевске.
Мати Доротеја је била на челу Миљковог манастира пуних 55 година. У том периоду замонашено је преко двадесет искушеница и два искушеника. Манастирска економија је доведена до завидног нивоа, а сви стари конаци су замењени са два нова конака и новом зимском капелом. Манастирска црква, посвећена Ваведењу Пресвете Богородице, добила је нови иконостас, под, фрескопис и фасаду. Заслугом и трудим схи-игуманије Доротеје 2004. године подигнит је Манастир Добреш метох Миљковог манастира.
Упокојила се у Господу 25. децембра 2007. године у Манастиру Миљково. Сахрањена је 27. децембра у порти Миљковог манастира, на манастирском гробљу. Опело су служили двојица архимандрита, отац Матеј (Ристановић), из Раванице и Николај (Малишић) из Радовашнице, уз присуство многобројних монаха и монахиња.